# Fieodosij Woronow
Fieodosij Dionisjewicz Woronow (ros. Феодо́сий Диони́сьевич Во́ронов, ur. 15 stycznia?/28 stycznia 1904 w Nowomoskowsku, zm. 5 października 1975 w Moskwie) – radziecki inżynier metalurg, dyrektor Magnitogorskiego Kombinatu Metalurgicznego im. Lenina (1954–1960 i 1961–1968), działacz partyjny, Bohater Pracy Socjalistycznej (1958).

## Życiorys
Od 1923 pracował na kolei w Mariupolu, od 1927 należał do WKP(b), w 1930 ukończył Dniepropetrowski Instytut Górniczy, później pracował w fabryce im. Liebknechta, a 1937–1938 kierował zakładem metalurgicznym im. Kominternu w Dniepropetrowsku. W latach 1938–1939 główny inżynier zakładu metalurgicznego im. Dzierżyńskiego w Dnieprodzierżyńsku, 1939–1941 główny inżynier zakładu metalurgicznego im. Petrowskiego w Dniepropetrowsku, 1941–1946 kierował stalownią martenowską w Magnitogorskim Kombinacie Metalurgicznym, 1947–1951 był głównym inżynierem zakładu metalurgicznego w Jenakijewe. Od 1951 ponownie pracował w Kombinacie Metalurgicznym w Magnitogorsku, 1951-1954 jako główny inżynier, a 1954–1960 dyrektor. W latach 1960–1961 przewodniczący Sownarchozu Czelabińskiego Ekonomicznego Rejonu Administracyjnego, 1961–1968 ponownie dyrektor Magnitogorskiego Kombinatu Metalurgicznego, 1968-1975 wiceminister czarnej metalurgii ZSRR. Od 25 lutego 1956 do 17 października 1961 zastępca członka, a od 31 października 1961 do 30 marca 1971 członek KC KPZR. W latach 1959–1971 deputowany do Rady Najwyższej RFSRR od 5 do 7 kadencji.
Pochowany na Cmentarzu Nowodziewiczym.

## Odznaczenia
- Medal Sierp i Młot Bohatera Pracy Socjalistycznej (19 lipca 1958)
- Order Lenina (trzykrotnie – 31 marca 1945, 19 lipca 1958 i 22 marca 1966)
- Order Rewolucji Październikowej (25 sierpnia 1971)
- Order Czerwonego Sztandaru Pracy (czterokrotnie – 30 września 1943, 6 lutego 1951, 30 stycznia 1952 i 31 stycznia 1964)
- Order Przyjaźni Narodów (28 stycznia 1974)
- Medal „Za pracowniczą dzielność” (dwukrotnie – 5 maja 1949 i 11 stycznia 1957)